# Ho-Ni
Ho-Ni – japońskie działo samobieżne z okresu II wojny światowej wykorzystujące podwozie czołgu Typ 97 Chi-Ha. Uzbrojone w działo przeciwpancerne kalibru 75 mm (przebijalność pancerza 75 mm z odległości 900 m).